# Дез-Аллемандс (Луїзіана)
Дез-Аллемандс (англ. Des Allemands) — переписна місцевість (CDP) в США, в окрузі Лафурш штату Луїзіана. Населення — 2179 осіб (2020).

## Географія
Дез-Аллемандс розташований за координатами 29°48′51″ пн. ш. 90°28′11″ зх. д. / 29.81417° пн. ш. 90.46972° зх. д. (29.814258, -90.469599).  За даними Бюро перепису населення США в 2010 році переписна місцевість мала площу 31,69 км², з яких 25,74 км² — суходіл та 5,95 км² — водойми.

## Демографія
Згідно з переписом 2010 року, у переписній місцевості мешкало 2505 осіб у 960 домогосподарствах у складі 695 родин. Густота населення становила 79 осіб/км².  Було 1061 помешкання (33/км²).
Расовий склад населення:
| - 83,6 % — білих - 13,0 % — чорних або афроамериканців - 0,7 % — корінних американців - 0,1 % — азіатів |

До двох чи більше рас належало 2,0 %. Частка іспаномовних становила 2,5 % від усіх жителів.
За віковим діапазоном населення розподілялося таким чином: 24,0 % — особи молодші 18 років, 60,2 % — особи у віці 18—64 років, 15,8 % — особи у віці 65 років та старші. Медіана віку мешканця становила 40,8 року. На 100 осіб жіночої статі у переписній місцевості припадало 100,4 чоловіків;  на 100 жінок у віці від 18 років та старших — 97,2 чоловіків також старших 18 років.
Середній дохід на одне домашнє господарство  становив 72 845 доларів США (медіана — 47 388), а середній дохід на одну сім'ю — 78 989 доларів (медіана — 54 274). Медіана доходів становила 61 750 доларів для чоловіків та 34 867 доларів для жінок. За межею бідності перебувало 12,3 % осіб, у тому числі 13,1 % дітей у віці до 18 років та 2,7 % осіб у віці 65 років та старших.
Цивільне працевлаштоване населення становило 1059 осіб. Основні галузі зайнятості: виробництво — 20,2 %, будівництво — 17,2 %, мистецтво, розваги та відпочинок — 13,8 %, освіта, охорона здоров'я та соціальна допомога — 10,8 %.